# Andrena glandaria
Andrena glandaria är en biart som beskrevs av Warncke 1975. Andrena glandaria ingår i släktet sandbin, och familjen grävbin. Inga underarter finns listade i Catalogue of Life.